# 1739년
1739년은 목요일로 시작하는 평년이다.

## 연호
- 청(淸) 건륭(乾隆) 4년
- 일본(日本) 겐분(元文) 4년
- 후 레 왕조(後黎朝) 빈흐우(永祐) 5년

## 기년
- 류큐(琉球) 쇼케이왕(尚敬王) 27년
- 청(淸) 고종 건륭제(高宗 乾隆帝) 4년
- 조선(朝鮮) 영조(英祖) 15년
- 후 레 왕조(後黎朝) 의종(懿宗) 5년

## 탄생
- 1월 25일 - 프랑스의 장군 샤를 프랑수아 뒤무리에
- 조선의 여자 상인 김만덕